# Olszyc Szlachecki
Olszyc Szlachecki – wieś w Polsce położona w województwie mazowieckim, w powiecie siedleckim, w gminie Domanice. Ma status sołectwa.
Wierni Kościoła rzymskokatolickiego należą do parafii Nawiedzenia Najświętszej Maryi Panny w Domanicach. W miejscowości działa jednostka ochotniczej straży pożarnej założona w 1923 roku. Jednostka od 2017 posiada wóz GBA 3,5/27 Iveco Eurocargo który zastąpił Stara 266. We wsi znajduje się również Wiejski Dom Kultury „Olszynka”.
W latach 1954–1959 wieś należała i była siedzibą władz gromady Olszyc Szlachecki, po jej zniesieniu w gromadzie Domanice. W latach 1975–1998 miejscowość położona była w województwie siedleckim.